# ヒナモリ
ヒナモリ（卑奴母離、比奈毛里、鄙守、比奈守、夷守）は、3世紀から4世紀頃の日本の邪馬台国、ヤマト王権の国境を守備する軍事的長の名称。後に地名、駅名、神社名等に残る。またヒナモリの「モリ (守)」はカバネとしても使われた。

## 邪馬台国時代の軍事的長
『魏志倭人伝』は、邪馬台国に属する北九州の対馬国、一支国、奴国、および不弥国の副官に「卑奴母離」（ヒナモリ）がいたことを伝えている。これらの国々は邪馬台国の外国交易ルートに位置し、外敵や賊に対する守りを固めるために置かれた男子の軍事的長の称号と考えられる。
魏志倭人伝の卑奴母離は、奈良時代以後の夷守（ヒナモリ）と同じ言葉と見られるが、上代特殊仮名遣で夷守の「モ」は甲類であるのに対し、卑奴母離の「モ」は乙類であり発音が少し違う。可能性としては、卑奴母離の方が魏志倭人伝の誤記であるとか、或いは夷守の「モ」が弥生時代は乙類の発音で、奈良時代までに甲類の発音に変化した事も考えられる。卑奴母離と夷守が別の意味の言葉である可能性も残る。「モ」の甲類と乙類の区別は古事記には残っているが、『日本書紀』では使い分けはなくなっている（乙類の発音はある）。「モ」乙類は奈良時代でも既に消滅しかけていた。

## 地名・施設名のヒナモリ
奴国が位置した筑前国には、糟屋郡（現在の福岡市）に「夷守（ヒナモリ）駅」（『和名抄』）があり、現在は日守（ヒモリ）神社が建っており、卑奴母離が駐在したところと考えられる。『延喜兵部式』（延長元年、923年）には日向国諸県郡に夷守（ヒナモリ）駅を記し、『日本書紀』、『景行天皇紀』に登場する兄夷守・弟夷守が所在した所であり、現在は「宮崎県小林市細野夷守」となっている。近くの霧島岑神社は夷守（ヒナモリ）神社とも称されている。3 - 4世紀頃、熊襲や隼人に対する守備隊が駐屯した所と考えられる。『和名抄』は越後国頸城郡「夷守郷」を「比奈毛利」と訓をつけている。現在は新潟県妙高市に「美守（ヒダモリ）」があり、新潟県上越市にはかつて美守村が存在した。3 - 4世紀頃、北陸道の守備隊が駐屯した所と考えられている。『延喜式神名帳』には、美濃国厚見郡（現在の岐阜県岐阜市茜部本郷）に比奈守（ヒナモリ）神社を収めている。3 - 4世紀頃、飛騨（ヒダ）人に対する守備隊が駐屯した所と考えられる。

## ヒナモリに見る邪馬台国の範囲
筑前国、日向国、美濃国、越後国に残るヒナモリの地名、神社名は、そこに邪馬台国の軍事的長がいたことを意味し、そこが邪馬台国の勢力の端ということを示唆している、とする考えもある。地名や神社名に残るヒナモリと邪馬台国の卑奴母離との関連は不明であるが日向国のヒナモリは人名の兄夷守、弟夷守に関連していて実際に3〜4世紀に設置されていた役職名の可能性もある。

## 備考
- ヒナ＝鄙とは、本来、近畿に対して、西方や北方を指す語であり、東の「アズマ」とは区別される[4]。また西日本の古語で、「ナ」は地・大地を指す[5]。